# Bryan Ruiz
Bryan Jafet Ruiz González (* 18. srpna 1985, San José, Kostarika, zkráceně znám jako Bryan Ruiz) je kostarický fotbalový záložník nebo útočník a reprezentant, který působí v anglickém klubu Fulham FC. Účastník Mistrovství světa 2014 v Brazílii, kde byl kapitánem týmu.

## Klubová kariéra
Ruiz začínal v profesionálním fotbale v roce 2002 v kostarickém celku LD Alajuelense, s nímž vyhrál jednou ligovou trofej (2004/05). V červenci 2006 odešel do Evropy, kde hrál postupně za belgický KAA Gent, nizozemský FC Twente, anglický Fulham FC a nizozemský PSV Eindhoven (zde hostoval).
V dresu FC Twente se mu zdařil unikátní kousek, v utkání 27. března 2010 proti Spartě Rotterdam (výhra 3:0) vstřelil v rozmezí pouhých čtyř minut hattrick (46., 49. a 50. minuta)!

## Reprezentační kariéra
Bryan Ruiz reprezentuje Kostariku, v národním týmu debutoval v roce 2005.
Kolumbijský trenér Kostariky Jorge Luis Pinto jej vzal na Mistrovství světa 2014 v Brazílii. Zde plnil roli kapitána týmu. Ve druhém utkání Kostariky v základní skupině D se vítězným gólem podílel na výhře nad Itálií 1:0. Zároveň byl ohodnocen jako „muž zápasu“. Kostarika tak po Uruguayi zdolala dalšího favorita a bývalého mistra světa, v těžké skupině s favorizovanými celky Uruguaye (výhra 3:1), Itálie (výhra 1:0) a Anglie (remíza 0:0) se kvalifikovala se sedmi body z prvního místa do osmifinále proti Řecku. V něm Kostaričané vyhráli až v penaltovém rozstřelu poměrem 5:3 a poprvé v historii postoupili do čtvrtfinále MS, Ruiz vstřelil vedoucí gól (byla to překvapivá šouravá střela k tyči) a rovněž proměnil v rozstřelu penaltu. Ve čtvrtfinále s Nizozemskem (0:0, 3:4 na penalty) došlo opět na penaltový rozstřel, v něm Ruiz svůj pokus tentokrát neproměnil. Kostarika byla vyřazena, i tak dosáhla postupem do čtvrtfinále svého historického maxima.